# Harrison Birtwistle
Harrison Paul Birtwistle, né le 15 juillet 1934 à Accrington (Angleterre) et mort le 18 avril 2022 à Mere, est un compositeur britannique.

## Biographie
Né à Accrington, ville industrielle du nord de l'Angleterre, Harrison Birtwistle entre au Royal Manchester College of Music en 1952 où il étudie avec Richard Hall. Avec les compositeurs Peter Maxwell Davies et Alexander Goehr, ainsi que le pianiste John Ogdon et le chef d'orchestre Elgar Howarth, il forme le groupe New Music Manchester.
En 1975, il devient directeur musical du National Theatre à Londres. Entre 1994 et 2001, il enseigne la composition au King's College de Londres.
Il reconnaît les influences d'Igor Stravinsky, Varèse (les sonorités extrêmes) et Messiaen (les structures rituelles) sur sa musique. Celle-ci est souvent décrite comme brutale et violente, comme dans son opéra Punch et Judy (Benjamin Britten aurait quitté la première de l'opéra pour cette raison). Ses compositions suivent souvent une structure dramatique non linéaire (The Mask of Orpheus).
Il est élu membre de l'Académie des arts de Berlin en 1988 et fait Knight Bachelor cette même année. Il est membre du jury du prix de composition Tōru Takemitsu en 2013
Il a été fait membre de l'ordre des compagnons d'honneur (CH) en 2001.

## Principales œuvres
- Refrains and Choruses (1957), quintette à vent
- Tragoedia (1965)
- Punch and Judy (1967), opéra
- Nomos (1968), orchestre
- Verses for Ensembles (1968)
- Nenia: The Death of Orpheus (1970)
- The Triumph of Time (1971), orchestre
- Grimethorpe Aria (1973)
- Silbury Air (1976–77), orchestre de chambre
- Carmen Arcadiae Mechanicae Perpetuum (1977)
- ...agm... (1978)
- The Mask of Orpheus (1984), opéra  (vainqueur du Grawemeyer Award de musique en 1987)
- Secret Theatre (1984)
- Earth Dances (1986), orchestre
- Yan Tan Tethera (1986), opéra
- Endless Parade (1986)
- Pulse Shadows (1989-96)
- Harrison's Clocks (1998), piano
- Gawain (1990), opéra
- Antiphonies (1992), piano et orchestre
- The Second Mrs Kong (1994), opéra
- Panic (1995), alto saxophone, jazz drum kit et orchestre
- The Last Supper (2000), opéra
- Theseus Game (2002)
- The Io Passion (2004),  opéra
- The Minotaur (2008), opéra
- The Corridor (2009), opéra
- Violin Concerto (2009-10)
- Gigue Machine (2011)
- In Broken Images (2011)
- Songs from the Same Earth (2012–13), pour ténor et piano
- Responses (2013–14), concerto pour piano
- The Cure (2014–15), opéra
- Deep Time (2016), orchestre

## Prix
- Prix Sibelius de Wihuri, 2015